# Iggy's Reckin' Balls
Iggy's Reckin' Balls (Iggy-kun no Bura 2 Poyon (イギーくんのぶら2ぽよん) au Japon) est un jeu vidéo de plates-formes et de course sorti en 1998 sur Nintendo 64. Le jeu a été développé par Iguana Entertainment et édité par Acclaim.
Iggy, l'iguane héros du jeu, est la mascotte de la firme Iguana Entertainment.
Iggy's Reckin' Balls fait son retour en 2024 grâce à l'abonnement Nintendo Switch Online. Le jeu est disponible sur l'application Nintendo 64 de la Nintendo Switch depuis le 24 avril 2024.

## Accueil
- Jeuxvideo.com : 13/20[2]